# 페리에 주에

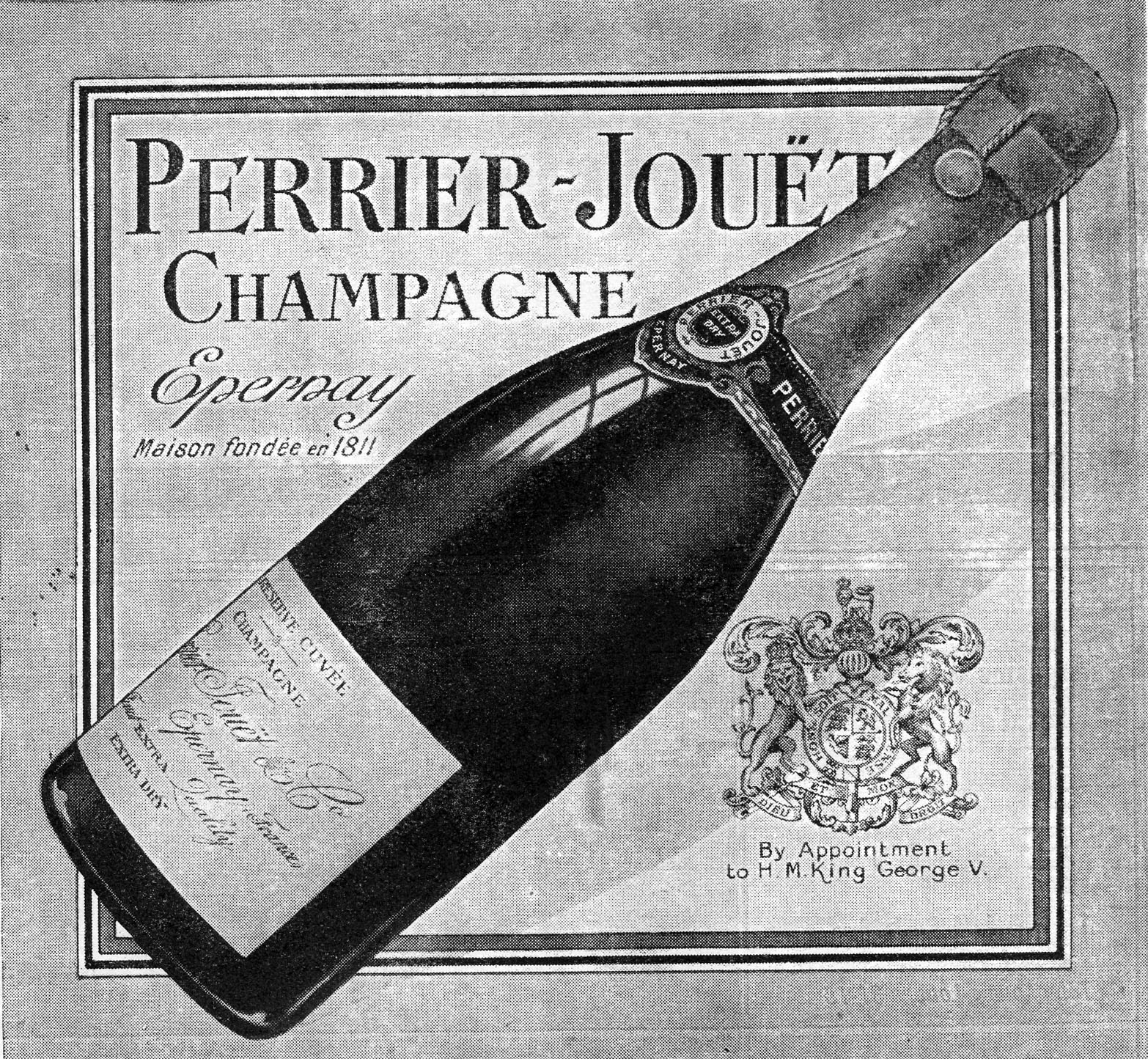

페리에 주에(Perrier-Jouët)는 유명한 프랑스 와인 및 주류 대기업 페르노리카Pernod Ricard)에서 생산하는 스파클링 와인인 샴페인 또는 페르노리카가 생산하는 스파클링 와인의 그 상표명을 가리킨다.

## 샹파뉴
샹파뉴(Champagne)는 페리에 주에의 원료가되는 프랑스 동북부에 있는 주로 세계적인 포도주 산지로 유명하며, 야금ㆍ섬유 공업이 발달하였다. 중심 도시는 트루아이다. 이러한 연유로 때때로 샴페인(Champagne)은 이 지방에서 자라난 포도를 원료로 사용하여 이곳에서 직접 제조한 스파클링 와인만을 가리키는 용도로 언급되기도 한다.

## 같이 보기
- 마르텔